# Aldie Castle

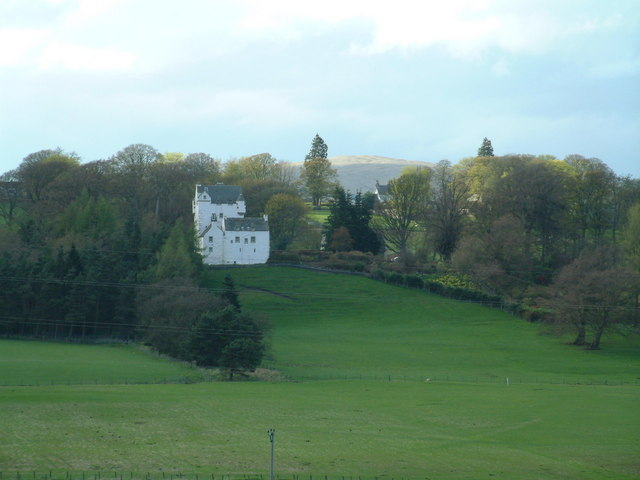
Aldie Castle

Aldie Castle ist ein Tower House nahe der schottischen Ortschaft Crook of Devon in der Council Area Perth and Kinross. 1971 wurde das Bauwerk in die schottischen Denkmallisten in der höchsten Denkmalkategorie A aufgenommen.

## Geschichte
Durch Heirat ging Länderei Aldie um 1350 von dem in Tullibardine ansässigen Zweig des Clans Murray an die Mercers über. Im Laufe des frühen 16. Jahrhunderts wurde dort ein Wehrturm erbaut, die Keimzelle von Aldie Castle. Im späteren 16. Jahrhundert wurden das Gebäude um zwei Flügel erweitert. Später ging Aldie Castle an den Marquess of Lansdowne über. Im Jahre 1929 wurde der Zustand von Aldie Castle als beinahe ruinös beschrieben. Mit der Restaurierung des Tower House wurde I. G. Lindsay betraut.

## Beschreibung
Das zwei- bis vierstöckige Tower House steht isoliert rund 2,5 Kilometer südöstlich von Crook of Devon beziehungsweise in gleicher Entfernung östlich von Powmill. Die Flügel umschließen einen sehr kleinen Innenhof auf drei Seiten. Ein ehemals hinzugefügter Südflügel wurde zwischenzeitlich abgebrochen und durch einen längeren und weiteren Gebäudeteil ersetzt. Es kragen Ecktourellen aus. Die abschließenden Dächer sind mit Staffelgiebeln ausgeführt.